# یواس‌ان‌اس سرجوخه جو پی مارتینز (تی-ای‌پی-۱۸۷)
یواس‌ان‌اس سرجوخه جو پی مارتینز (تی-ای‌پی-۱۸۷) (به انگلیسی: USNS Private Joe P. Martinez (T-AP-187)) یک کشتی بود که طول آن ۴۵۵ فوت (۱۳۹ متر) بود. این کشتی در سال ۱۹۴۵ ساخته شد.